# Fire (cântec de Meduza, OneRepublic și Leony)
„Fire (Official UEFA Euro 2024 Song)”, sau pur și simplu „Fire”, este o piesă a trio-ului italian electronic Meduza, formația americană OneRepublic și cântăreața germană Leony. A fost lansată pe 10 mai 2024 prin Island, Virgin și Cross Records. Piesa a fost lansată ca imn oficial al turneului UEFA Euro 2024. Inițial, piesa urma să includă și cântăreața germană Kim Petras⁠(d), dar în martie s-a anunțat că aceasta s-a retras din producție din cauza problemelor de program și a fost înlocuită cu Leony. Piesa a fost interpretată live de toți cei trei artiști la ceremonia de închidere a turneului. Piesa este inclusă și pe ediția deluxe a celui de-al șaselea album de studio al lui OneRepublic, Artificial Paradise.

## Context și compoziție
„Fire” a fost scrisă de Meduza, solistul OneRepublic, Ryan Tedder, și Leony, și produsă de Meduza. Ei au descris piesa într-o declarație către UEFA:
„Acum mai mult ca niciodată, puterea muzicii de a ne uni este de necontestat. Ca fani uriași ai fotbalului, suntem încântați să combinăm pasiunea noastră pentru joc cu muzica noastră pentru UEFA Euro 2024.”—Meduza

## Promovare
Piesa a fost auzită pentru prima dată ca instrumental într-o postare pe rețelele sociale de la UEFA Euro 2024, care număra în jos o sută de zile până la începerea turneului. Pe 24 martie, a fost dezvăluit un videoclip cu fotografii scurse de la o ședință foto și mici fragmente. A fost anunțat oficial de Meduza pe 18 aprilie. A fost interpretat live pentru prima dată la Drumsheds din Londra, Anglia, pe 27 aprilie.  Atât OneRepublic, cât și Leony au început să promoveze piesa, pe măsură ce data lansării se apropia.
După lansarea piesei, a fost creat hashtag-ul #lightyourfire pentru a le oferi fanilor șansa de a câștiga bilete la finală.

## Videoclip
Videoclipul pentru „Fire” a fost lansat pe 24 mai 2024 și a fost regizat de Kevin Ferstl. Videoclipul prezintă clipuri cu copii jucând fotbal, jucători de la turneele anterioare jucând și oameni urmărind turneul la televizor. Există, de asemenea, clipuri cu Tedder cântând de pe un acoperiș și Leony cântând pe scaune, iar Meduza stând pe terenul Stadionului Olimpic din Berlin, Germania, unde se va juca meciul final.